# Meyers Lake
Meyers Lake és una població dels Estats Units a l'estat d'Ohio. Segons el cens del 2000 tenia 565 habitants.

## Demografia
Segons el cens del 2000, Meyers Lake tenia 565 habitants, 308 habitatges, i 169 famílies. La densitat de població era de 991,6 habitants per km².
Dels 308 habitatges en un 9,1% hi vivien nens de menys de 18 anys, en un 46,4% hi vivien parelles casades, en un 5,2% dones solteres, i en un 45,1% no eren unitats familiars. En el 39% dels habitatges hi vivien persones soles el 13% de les quals corresponia a persones de 65 anys o més que vivien soles. El nombre mitjà de persones vivint en cada habitatge era d'1,8 i el nombre mitjà de persones que vivien en cada família era de 2,3.
Per edats la població es repartia de la següent manera: un 8,3% tenia menys de 18 anys, un 4,1% entre 18 i 24, un 23,7% entre 25 i 44, un 37,5% de 45 a 60 i un 26,4% 65 anys o més.
L'edat mediana era de 53 anys. Per cada 100 dones de 18 o més anys hi havia 79,9 homes.
La renda mediana per habitatge era de 48.942 $ i la renda mediana per família de 57.917 $. Els homes tenien una renda mediana de 46.750 $ mentre que les dones 28.295 $. La renda per capita de la població era de 35.836 $. Aproximadament el 4% de les famílies i el 6,6% de la població estaven per davall del llindar de pobresa.

## Poblacions més properes
El següent diagrama mostra les poblacions més properes.